# Flying Get
Flying Get (フライングゲット?, Furaingu Getto) è il ventiduesimo singolo del gruppo di idol giapponesi AKB48, pubblicato il 24 agosto 2011. Il termine "flying get" è uno slang giapponese con il quale si indica l'acquisto di un CD, di un videogioco o altro più di un giorno prima della sua data di pubblicazione ufficiale.
Il brano è stato utilizzato come sigla di apertura per il dorama Hanazakari no kimitachi e (2011) (versione remake dell'omonima serie del 2007 Hanazakari no Kimitachi e e tratte entrambe dal manga Hana-Kimi (manga)), trasmesso da Fuji TV con protagonista Atsuko Maeda, una delle AKB48. Il brano è stato anche utilizzato per uno spot pubblicitario del marchio di lingerie Peach John interpretato da Yuko Oshima, Haruna Kojima & Tomomi Kasai. Il video musicale di Flying Get è stato diretto da Yukihiko Tsutsumi.
Flying Get ha venduto 1 025 952 copie nel suo primo giorno di pubblicazione, diventando il primo singolo nella storia della Oricon a vendere oltre 1 milione di copie nel suo primo giorno di pubblicazione. Flying Get è riuscito a superare le vendite del precedente singolo delle AKB48 Everyday, Katyusha diventando il singolo più venduto in Giappone del 2011.

## Tracce
CD "Tipo A"
1. Flying Get (フライングゲット?, Furaingu Getto)
2. Dakishimecha Ikenai (抱きしめちゃいけない?)
3. Seishun to Kizukanai Mama (青春と気づかないまま?)
4. Flying Get (Off Vocal Ver.)
5. Dakishimecha Ikenai (Off Vocal Ver.)
6. Seishun to Kizukanai Mama (Off Vocal Ver.)

CD "Tipo B"
1. Flying Get
2. Dakishimecha Ikenai
3. Ice no Kuchizuke (アイスのくちづけ?, Aisu no Kuchizuke)
4. Flying Get (Off Vocal Ver.)
5. Dakishimecha Ikenai (Off Vocal Ver.)
6. Ice no Kuchizuke (Off Vocal Ver.)

CD "Theater Edition"
1. Flying Get
2. Dakishimecha Ikenai
3. Yasai Uranai (野菜占い)
4. Flying Get (Off Vocal Ver.)
5. Dakishimecha Ikenai (Off Vocal Ver.)
6. Yasai Uranai (Off Vocal Ver.)

## Classifiche
| Classifica (2011) | Posizione più alta |
| ----------------- | ------------------ |
| Giappone          | 1                  |